# Kimi wo Mitsuketa Ano Hi kara Boku no Omoi wa Hitotsu Dake
Singles de Rev. from DVL
Kimi ga Ite Boku ga Ita / Ai Girl
(25 mars 2015) Okujō no Sukima Shiroi Sora
(5 janvier 2016)
Kimi wo Mitsuketa Ano Hi kara Boku no Omoi wa Hitotsu Dake (君を見つけたあの日から僕の想いは一つだけ) est le 5e single du groupe d'idoles japonais Rev. from DVL sorti en juin 2015.

## Détails du single
Le single sort le 30 juin 2015, trois mois après le précédent single Kimi ga Ite Boku ga Ita / Ai Girl, en plusieurs éditions (contenant toutes un CD dont les titres sont différents selon l’édition) avec des couvertures différentes : une édition notée A (avec CD et DVD), une autre notée B (CD) et une édition notée WEB non mise en vente (CD). Il atteint la 4e place du classement hebdomadaire des ventes de l'Oricon à partir du 8 juillet 2015.
Chaque CD contient 3 chansons ainsi que leurs versions instrumentales. L'édition WED contient cependant 4 chansons et leurs versions instrumentales.
L’édition A quant à elle comprend un CD différent avec en supplément un DVD (qui comprend la musique-vidéo version drama et la chorégraphie de la première chanson Kimi wo Mitsuketa Ano Hi kara Boku no Omoi wa Hitotsu Dake puis de deux vidéos bonus montrant la réalisation de la vidéo et la chorégraphie) puis des vidéos du concert Rev. from DVL Live And Peace vol.3 qui a eu lieu en mars 2015 au Shibuya Club Quattro à Tokyo.
Lors des premières ventes, l'édition est accompagnée d'une photo d'un membre du groupe sélectionnée aléatoirement ainsi qu’un ticket permettant d'assister à un événement de prise de contact (en anglais handshake) organisé par le groupe.
La chanson principale Kimi wo Mitsuketa Ano Hi kara Boku no Omoi wa Hitotsu Dake (ainsi que ses chansons face B 20's ceremony, Samade!! et Pure My Darling) figureront dans l'album best-of Never Say Goodbye -arigatou- sorti en mars 2017.

## Membres
Membres crédités sur le single : 
| - Kanna Hashimoto (membre central) : chant principal - Miho Akiyama (sub-leader) : chant principal - Nagisa Shinomiya : chant principal - Miki Washio : chœurs - Hitomi Imai (leader) : chœurs - Honami Kōya : chœurs | - Yuna Nishioka (sub-leader) : chœurs - Yukina Hashimoto : chœurs - Nanami Chikaraishi : chœurs - Reina Fujimoto : chœurs - Nanami Takahashi : chœurs - Saki Furusawa : chœurs |

## Listes des titres
| 1. | Kimi wo Mitsuketa Ano Hi kara Boku no Omoi wa Hitotsu Dake (君を見つけたあの日から僕の想いは一つだけ) |  |
| 2. | 20’s ceremony                                                                                         |  |
| 3. | Melody ~Mirai e no Ippo~ (Melody ～未来への一歩～)                                                    |  |
| 4. | Kimi wo Mitsuketa Ano Hi kara Boku no Omoi wa Hitotsu Dake (Instrumental)                             |  |
| 5. | 20’s ceremony (Instrumental)                                                                          |  |
| 6. | Melody ~Mirai e no Ippo~ (Instrumental)                                                               |  |

| 1. | Kimi wo Mitsuketa Ano Hi kara Boku no Omoi wa Hitotsu Dake (Music Video) |  |
| 2. | Kimi wo Mitsuketa Ano Hi kara Boku no Omoi wa Hitotsu Dake (Dancing Version) |  |
| 3. | Kimi wo Mitsuketa Ano Hi kara Boku no Omoi wa Hitotsu Dake (Making of video) |  |
| 4. | Live And Peace vol.3＠ Shibuya Club Quattro -2015.3.8- 1. Live & Peace 2. Step by Step! 3. Koi Shite Zukkyūn! (恋してズッキューン！) 4. Tsukanoma no Koufuku Ron (束の間の幸福論) 5. Do my best! |  |

| 1. | Kimi wo Mitsuketa Ano Hi kara Boku no Omoi wa Hitotsu Dake (君を見つけたあの日から僕の想いは一つだけ) |  |
| 2. | 20’s ceremony                                                                                         |  |
| 3. | Doki Doki☆Kokuhaku Dash (ドキドキ☆告白ダッシュ)                                                       |  |
| 4. | Kimi wo Mitsuketa Ano Hi kara Boku no Omoi wa Hitotsu Dake (Instrumental)                             |  |
| 5. | 20’s ceremony (Instrumental)                                                                          |  |
| 6. | Doki Doki Kokuhaku Dash (Instrumental)                                                                |  |

| 1. | Kimi wo Mitsuketa Ano Hi kara Boku no Omoi wa Hitotsu Dake (君を見つけたあの日から僕の想いは一つだけ) |  |
| 2. | 20’s ceremony                                                                                         |  |
| 3. | Pure My Darling                                                                                       |  |
| 4. | Samade!!! (サマデ!!!)                                                                                 |  |
| 5. | Kimi wo Mitsuketa Ano Hi kara Boku no Omoi wa Hitotsu Dake (Instrumental)                             |  |
| 6. | 20’s ceremony (Instrumental)                                                                          |  |
| 7. | Pure My Darling (Instrumental)                                                                        |  |
| 8. | Samade!!! (Instrumental)                                                                              |  |